# À la dérive (roman)
Pour les articles homonymes, voir À la dérive.
À la dérive (titre original : The Fall) est le septième tome de la série pour jeunesse CHERUB, écrit par Robert Muchamore. Il est paru en Angleterre en mars 2007 et le 4 février 2009 en France.

## Résumé
Lors de la chute de l'empire soviétique, Denis Obidin, grand industriel russe, a fait main basse sur l'industrie aéronautique de son pays. Aujourd'hui confronté à d'importantes difficultés financières, il s'apprête à vendre son arsenal à des groupes terroristes, à des prix défiant toute concurrence.
La veille de son quinzième anniversaire, l'agent James Adams est donc envoyé en Russie pour infiltrer le clan Obidin. Il ignore encore que cette mission va le conduire au bord de l'abîme.